# Technobanda
La  technobanda es un subgénero de la música regional mexicana formado a partir de la fusión de la banda sinaloense y el género grupero. Este género remplaza algunos instrumentos de viento de la banda sinaloense por instrumentos electrónicos como lo es el bajo eléctrico en lugar de la tuba de viento sousafón, los saxores por teclados electrónicos y una guitarra eléctrica, mientras los clarinetes son remplazados por saxofones,  una batería remplaza las tarolas, y unas percusiones electrónicas remplazan las congas acústicas. congas Este estilo musical popularizó el baile de la quebradita. 
Technobandas han producido rancheras, corridos, cumbias, charangas (cumbias aceleradas), baladas, boleros, mambos, sones, chilenas, socas, polkas, y valses.

## Historia
Surgió a finales de los años 1970 en México al prescindir de algunos instrumentos tradicionales de la banda sinaloense como la tambora, la tuba y las percusiones como la tarola y sustituirlos con instrumentos electrónicos, entre los que figuran principalmente teclado electrónico, bajo eléctrico, guitarra eléctrica, batería y a veces como extra tambores de batería y percusiones electrónicas. El resultado fue un ritmo más rápido, a doble compás. Existen diversas versiones sobre su origen, citándose también a Vaqueros Musical de Nayarit como los primeros en realizarlo. La popularización de este ritmo ocurrió en el mencionado estado de Nayarit y en el de Jalisco, en el Poblado de Villa Corona, con Guadalajara como ciudad en donde comenzó a difundirse por la radio. Su popularidad incluyó a Estados Unidos, en donde las poblaciones mexicanas en ese país lo tomaron como un elemento de identidad.
El reemplazo de elementos musicales tradicionales por electrónicos fue aceptado por el público y creció en popularidad en los años 90 en México, Estados Unidos y América Central. Tres de los grupos que popularizaron este ritmo y el respectivo baile, la quebradita, fueron Banda Toro en los estados unidos  La Noche Que Murió Chicago Banda Machos con Al gato y al ratón y La culebra y Mi Banda El Mexicano, quienes crearon el tema No bailes de caballito.
En su cima, la technobanda era popular principalmente en el occidente, bajío y  centrosur de México. 
La technobanda disminuyó en el gusto del público a principios  de los 2000 tras el surgimiento de grupos como Banda El Recodo que buscaron un estilo más puro sinaloense recobrando el uso de la dotación de sus instrumentos tradicionales y no electrónicos.

## Exponentes
Exponentes de la Technobanda incluyen:
- Vaqueros Musical
- Banda Vallarta Show
- Banda Ráfaga
- Banda Móvil
- Compañía Versátil
- Ranchero Band
- Banda Zeta
- Banda Viajero
- Banda Toro
- Banda Machos
- Banda Viento Negro
- Banda Pecadores
- Banda Espuela de Oro
- Banda Novillera
- Banda Mister Junior's
- Tennis Band
- Banda Súper Zapo
- Banda La Mentira
- Banda Radar
- Banda Súper Egipcio
- Banda Rino
- Banda Crucero
- Jalisco Band
- Banda R-15
- Banda Zorro
- Banda Degollado
- Banda Maguey
- Banda Aventurero
- Banda Pelavacas
- Banda M-1
- Banda Llaneros
- Banda Los Lagos
- Banda Guadalajara Express
- El Korita González y su Banda
- Banda Zarape
- Banda Cachorros
- Banda Brava
- Cuatrero Musical
- Koritas Musical
- Banda Arkángel R-15
- Banda Buffalos
- Charanda Band
- Banda Llaneros
- Banda Cohuich
- Raul Ortega y su Banda Arre
- Banda Pachuco
- Banda BM3
- Banda Superbandido
- Banda Bonnita
- Hechizeros Band
- Pequeños Musical
- Banda Escuadra
- La Tromba del Pacífico
- Mi Banda El Mexicano
- Cosme Tadeo y sus Reyes
- Banda Texana
- Banda Wane Wane
- Grupo Laberinto
- Banda Sertao
- Banda Potrero
- Dekada Band
- El Ciclón del Pacífico
- Alex Ramírez y su Grupo Profetas
- Banda El Pueblo
- La Tropa Chicana
- Banda Pistoleros
- Banda Caballo Negro
- Faena Band
- Ruben y su Banda La Amenaza
- Banda Lizárraga
- Banda Arrieros
- Tambora Ritmo Express
- Su Majestad La Brissa
- Banda Sahuayo
- Banda Selección MX
- Banda Mausser
- La Raza Band
- Banda Canelo
- Banda Pitón
- Banda Carretero
- Grupo La Concentración
- Juan Ortega y su Grupo
- Banda La Carreta
- Banda con Ángel
- Banda Marquez
- Grupo La Kaña
- Grupo La Grilla
- Los Venturas de Caborca
- Chuy Navarro y su Banda 4x4
- La Banda Que Manda
- Grupo Cuarto de Milla
- El Guero Camba y su Banda La Tribu
- Los Torbellinos de Nayarit
- Tropibanda Costa Sierra
- Kumbia Song
- Banda Los Batoz
- Sonido Kora
- Banda Descarga
- Cuatreros Band